# 増補改訂完全版「バンドBのベスト」
『増補改訂完全版「バンドBのベスト」』（ぞうほかいていかんぜんばん バンドビーのベスト）は、Base Ball Bearのリニューアル版ベストアルバム。

## 解説
- 前作6thフルアルバム『C2』より約10ヶ月ぶりのアルバム作品となる。またベスト盤としては前ベスト盤以来約3年7ヶ月ぶりの作品となる。
- 2013年2月リリースの『バンドBのベスト』に前ベスト盤以降の楽曲を追加収録したものとなる。
- メジャーデビュー後の楽曲を収録したものとしては2枚目のベスト盤となる。
- ギター担当であった湯浅将平の2016年3月の脱退以来初めてリリースされた作品である。
- バンド結成15周年&デビュー10周年を迎え、未収録曲を追加した、4人時代の10年間を記録したものとなっている。
- 元NUMBER GIRLの田渕ひさ子をゲストギタリストに迎えた「祭りのあと（2016年リテイクバージョン）」を収録。
- 初回限定盤には、映像作品未収録のミュージック・ビデオ全8曲を「映像版『バンドBについて』第三巻」として収録。
- 映像作品『日比谷ノンフィクションV〜LIVE BY THE C2〜』と同時リリース。
- 前ベスト盤にてボーナストラックとして収録された「若者のゆくえ」は、今作では収録されていない。
- オリコンチャートの2016年10月10日付週間CDアルバムランキングでは、2,680枚を売り上げ28位にランクインした。

## 収録曲
- 全作詞・作曲：小出祐介、全編曲：Base Ball Bear（特記以外）
- 前ベストアルバムでは収録されておらず、今作で初めて収録されている曲には★マークを併記する。

### DISC-1
1. CRAZY FOR YOUの季節
2. GIRL FRIEND
3. ELECTRIC SUMMER
4. STAND BY ME
5. 抱きしめたい
6. ドラマチック
7. 真夏の条件
8. 愛してる
9. 17才
10. changes
11. LOVE MATHEMATICS
12. 神々LOOKS YOU
13. BREEEEZE GIRL
14. Stairway Generation

### DISC-2
1. kimino-me
2. クチビル・ディテクティヴ
3. yoakemae（hontou_no_yoakemae ver.）
4. short hair
5. Tabibito In The Dark
6. ★スローモーションをもう一度 part.2
  - 14th両A面シングルの2曲目。オリジナルアルバムには収録されておらず、今作でアルバム初収録となった。
7. 初恋
8. ★PERFECT BLUE (Album Mix)
  - 15thシングル曲のアルバムバージョン
  - 5thアルバム『二十九歳』収録曲
9. ★The Cut -feat. RHYMESTER- (Album Mix)（作詞：小出祐介・Mummy-D・宇多丸）
  - 3rdミニアルバム『THE CUT』収録曲のアルバムバージョン。
  - 5thアルバム『二十九歳』収録曲
10. ★ファンファーレがきこえる
  - 16th両A面シングルの1曲目。シングルミックスver.は本作が初収録。
11. ★senkou_hanabi
  - アルバム初収録。16th両A面シングルの2曲目
12. ★そんなに好きじゃなかった
  - 5thアルバム『二十九歳』収録曲
13. ★「それって、for 誰?」part.1（編曲：Base Ball Bear・玉井健二）
  - 17thシングル曲
14. ★文化祭の夜
  - 18thシングル曲
15. ★不思議な夜（編曲：Base Ball Bear・玉井健二）
  - 19thシングル曲
16. ★祭りのあと(2016 ver.)
  - 2016年リテイクバージョン。
  - オリジナル音源と比べると、今回のリテイクはライブの演奏に近くなっている。ライブと音源との差が出始めたきっかけについて小出は「いつかの名古屋」からであると話している。
  - 初回生産限定盤付属のDVD「映像版『バンドBについて』第三巻」にMVが収録されており、YouTubeの公式チャンネルでは「360度版」が公開されている。

## 映像版『バンドBについて』第三巻
『映像版『バンドBについて』第三巻』（えいぞうばん バンドビーについて だいさんかん）は、Base Ball Bearの3枚目のミュージックビデオ集。

### 解説
- 初回生産限定盤にディスク3として付属したミュージック・ビデオ集。前作『映像版『バンドBについて』第二巻』以降の映像作品未収録（2012年～2015年リリース作品）のミュージックビデオ8曲を収録。
- 上記のほかに特典映像として田渕ひさ子がサポートギターとして参加した「祭りのあと（2016 ver.）」のミュージック・ビデオを収録。
- 前作まで収録されていたメンバーの「福」音声は今作では収録されていない。

### 収録内容
1. 初恋（監督：遠藤主任）
2. PERFECT BLUE（監督：志賀匠）
3. The Cut -feat. RHYMESTER-（監督：田辺秀伸）
4. ファンファーレがきこえる（監督：田辺秀伸）
5. そんなに好きじゃなかった（監督：スミネム）
6. 「それって、for 誰?」part.1（監督：山田智和）
7. 文化祭の夜（監督：富田兼次）
8. 不思議な夜（監督：Tokyo Film）
9. 祭りのあと（2016 Ver.）（監督：遠藤主任、特典映像）